# Lobocheilos
Lobocheilos és un gènere de peixos de la família dels ciprínids i de l'ordre dels cipriniformes.

## Taxonomia
- Lobocheilos bo (Popta, 1904)
- Lobocheilos cornutus (Smith, 1945)
- Lobocheilos davisi (Fowler, 1937)
- Lobocheilos delacouri (Pellegrin & Fang, 1940)
- Lobocheilos erinaceus (Kottelat & Tan, 2008)[2]
- Lobocheilos falcifer (Valenciennes, 1842)
- Lobocheilos fowleri (Pellegrin & Chevey, 1936)
- Lobocheilos gracilis (Fowler, 1937)
- Lobocheilos hispidus (Valenciennes, 1842)
- Lobocheilos ixocheilos (Kottelat & Tan, 2008)[2]
- Lobocheilos kajanensis (Popta, 1904)
- Lobocheilos lehat (Bleeker, 1860)
- Lobocheilos lucas (Bleeker, 1857)
- Lobocheilos melanotaenia (Fowler, 1935)
- Lobocheilos nigrovittatus (Smith, 1945)
- Lobocheilos ovalis (Kottelat & Tan, 2008)[2]
- Lobocheilos quadrilineatus (Fowler, 1935)[3]
- Lobocheilos rhabdoura (Fowler, 1934)
- Lobocheilos schwanenfeldii (Bleeker, 1853)
- Lobocheilos tenura (Kottelat & Tan, 2008)[2]
- Lobocheilos terminalis (Kottelat & Tan, 2008)[2]
- Lobocheilos thavili (Smith, 1945)[4]
- Lobocheilos trangensis (Fowler, 1939)
- Lobocheilos unicornis (Kottelat & Tan, 2008)[2][5][6][7][8][9][10]